# NHL (1950/1951)
Sezon NHL 1950-1951 był 34. sezonem ligi NHL. Sześć zespołów rozegrało po 70 spotkań w sezonie zasadniczym. Puchar Stanleya zdobyła drużyna Toronto Maple Leafs. W tym sezonie padł rekord największej ilości dogrywek w jednej serii (5 dogrywek w 5 meczach).

## Sezon zasadniczy
M = Mecze, W = Wygrane, P = Przegrane, R = Remisy, PKT = Punkty, GZ = Gole Zdobyte, GS = Gole Stracone, KwM = Kary w minutach
| Drużyna             | M  | W  | P  | R  | PKT | GZ  | GS  | KwM |
| ------------------- | -- | -- | -- | -- | --- | --- | --- | --- |
| Detroit Red Wings   | 70 | 44 | 13 | 13 | 101 | 236 | 139 | 566 |
| Toronto Maple Leafs | 70 | 41 | 16 | 13 | 95  | 212 | 138 | 823 |
| Montreal Canadiens  | 70 | 25 | 30 | 15 | 65  | 173 | 184 | 835 |
| Boston Bruins       | 70 | 22 | 30 | 18 | 62  | 178 | 197 | 656 |
| New York Rangers    | 70 | 20 | 29 | 21 | 61  | 169 | 201 | 774 |
| Chicago Black Hawks | 70 | 13 | 47 | 10 | 36  | 171 | 280 | 615 |

### Najlepsi strzelcy
| Zawodnik        | Drużyna             | Mecze | Bramki | Asysty | Punkty |
| --------------- | ------------------- | ----- | ------ | ------ | ------ |
| Gordie Howe     | Detroit Red Wings   | 70    | 43     | 43     | 86     |
| Maurice Richard | Montreal Canadiens  | 65    | 42     | 24     | 66     |
| Max Bentley     | Toronto Maple Leafs | 67    | 21     | 41     | 62     |
| Sid Abel        | Detroit Red Wings   | 69    | 23     | 38     | 61     |
| Milt Schmidt    | Boston Bruins       | 62    | 22     | 39     | 61     |
| Ted Kennedy     | Toronto Maple Leafs | 63    | 18     | 43     | 61     |
| Ted Lindsay     | Detroit Red Wings   | 67    | 24     | 35     | 59     |

## Playoffs

### Półfinały
| Detroit Red Wings – Montreal Canadiens                     | Detroit Red Wings – Montreal Canadiens | Detroit Red Wings – Montreal Canadiens | Detroit Red Wings – Montreal Canadiens | Detroit Red Wings – Montreal Canadiens | Detroit Red Wings – Montreal Canadiens | Detroit Red Wings – Montreal Canadiens |
| Data                                                       | Wyjazd                                 | Wyjazd                                 | Dom                                    | Dom                                    |                                        |                                        |
| ---------------------------------------------------------- | -------------------------------------- | -------------------------------------- | -------------------------------------- | -------------------------------------- | -------------------------------------- | -------------------------------------- |
| 27 marca                                                   | Montreal                               | 3                                      | 2                                      | Detroit                                | Po 4 dogrywkach                        |                                        |
| 29 marca                                                   | Montreal                               | 1                                      | 0                                      | Detroit                                | Po 3 dogrywkach                        |                                        |
| 31 marca                                                   | Detroit                                | 2                                      | 0                                      | Montreal                               |                                        |                                        |
| 3 kwietnia                                                 | Detroit                                | 4                                      | 1                                      | Montreal                               |                                        |                                        |
| 5 kwietnia                                                 | Montreal                               | 5                                      | 2                                      | Detroit                                |                                        |                                        |
| 7 kwietnia                                                 | Detroit                                | 2                                      | 3                                      | Montreal                               |                                        |                                        |
| Montreal wygrał 4:2 i awansował do finału Pucharu Stanleya |                                        |                                        |                                        |                                        |                                        |                                        |

| Toronto Maple Leafs – Boston Bruins                         | Toronto Maple Leafs – Boston Bruins | Toronto Maple Leafs – Boston Bruins | Toronto Maple Leafs – Boston Bruins | Toronto Maple Leafs – Boston Bruins | Toronto Maple Leafs – Boston Bruins | Toronto Maple Leafs – Boston Bruins |
| Data                                                        | Wyjazd                              | Wyjazd                              | Dom                                 | Dom                                 |                                     |                                     |
| ----------------------------------------------------------- | ----------------------------------- | ----------------------------------- | ----------------------------------- | ----------------------------------- | ----------------------------------- | ----------------------------------- |
| 28 marca                                                    | Boston                              | 2                                   | 0                                   | Toronto                             |                                     |                                     |
| 31 marca                                                    | Boston                              | 1                                   | 1                                   | Toronto                             |                                     |                                     |
| 1 kwietnia                                                  | Toronto                             | 3                                   | 0                                   | Boston                              |                                     |                                     |
| 3 kwietnia                                                  | Toronto                             | 3                                   | 1                                   | Boston                              |                                     |                                     |
| 7 kwietnia                                                  | Boston                              | 1                                   | 4                                   | Toronto                             |                                     |                                     |
| 8 kwietnia                                                  | Toronto                             | 6                                   | 0                                   | Boston                              |                                     |                                     |
| Toronto wygrało 4:1 i awansowało do finału Pucharu Stanleya |                                     |                                     |                                     |                                     |                                     |                                     |

### Finał Pucharu Stanleya
| Toronto Maple Leafs – Montreal Canadiens      | Toronto Maple Leafs – Montreal Canadiens | Toronto Maple Leafs – Montreal Canadiens | Toronto Maple Leafs – Montreal Canadiens | Toronto Maple Leafs – Montreal Canadiens | Toronto Maple Leafs – Montreal Canadiens | Toronto Maple Leafs – Montreal Canadiens |
| Data                                          | Wyjazd                                   | Wyjazd                                   | Dom                                      | Dom                                      |                                          |                                          |
| --------------------------------------------- | ---------------------------------------- | ---------------------------------------- | ---------------------------------------- | ---------------------------------------- | ---------------------------------------- | ---------------------------------------- |
| 11 kwietnia                                   | Montreal                                 | 2                                        | 3                                        | Toronto                                  | Po dogrywce                              |                                          |
| 14 kwietnia                                   | Montreal                                 | 3                                        | 2                                        | Toronto                                  | Po dogrywce                              |                                          |
| 17 kwietnia                                   | Toronto                                  | 2                                        | 1                                        | Montreal                                 | Po dogrywce                              |                                          |
| 19 kwietnia                                   | Toronto                                  | 3                                        | 2                                        | Montreal                                 | Po dogrywce                              |                                          |
| 21 kwietnia                                   | Montreal                                 | 2                                        | 3                                        | Toronto                                  | Po dogrywce                              |                                          |
| Toronto wygrało 4:1 i zdobyło Puchar Stanleya |                                          |                                          |                                          |                                          |                                          |                                          |

## Nagrody
| Prince of Wales Trophy:    | Detroit Red Wings                |
| Art Ross Memorial Trophy:  | Gordie Howe, Detroit Red Wings   |
| Calder Memorial Trophy:    | Terry Sawchuk, Detroit Red Wings |
| Hart Memorial Trophy:      | Milt Schmidt, Boston Bruins      |
| Lady Byng Memorial Trophy: | Red Kelly, Detroit Red Wings     |
| Vezina Trophy:             | Al Rollins, Toronto Maple Leafs  |